# ريبيكا هيربست
ريبيكا هيربست (بالإنجليزية: Rebecca Herbst)‏ هي ممثلة أمريكية، ولدت في 12 مايو 1977 في إنسينو ‏ في الولايات المتحدة.

## أعمال

### مسلسلات
- المستشفى العام

## وصلات خارجية
- الموقع الرسمي
- ريبيكا هيربست على موقع IMDb (الإنجليزية)
- ريبيكا هيربست على موقع إن إن دي بي (الإنجليزية)
- ريبيكا هيربست على موقع قاعدة بيانات الفيلم (الإنجليزية)